# Centro para la Integración y el Derecho Público
El Centro para la Integración y el Derecho Público (conocido por sus siglas CIDEP) es un instituto de investigación jurídica de Venezuela, dedicado al estudio y divulgación de las disciplinas de Derecho estatal (Derecho Constitucional y Derecho Administrativo, principalmente) y los procesos legales para la integración supranacional. 

## Descripción
Por su origen y financiamiento, CIDEP es un entidad no gubernamental, con sede principal en la ciudad de Caracas, Venezuela, vinculado a través de proyectos de investigación o de formación con diversas universidades e instituciones académicas, tanto en su país como en el ámbito latinoamericano.
Algunos de sus proyectos guardan relación con la preservación de la memoria jurídico-histórica venezolana y con la observación de su realidad legislativa, administrativa y judicial.
En la actualidad CIDEP es además uno de los principales editores de bibliografía jurídica en Venezuela y promueve ayudas para el estudio del Derecho en ese país, a través de subvenciones, becas y premios.